# 357 до н. е.

## Події
- Союзницька війна (357—355 до н. е.)
- сіракузький тиран Діон

## Померли
- грецький воєначальник Хабрій